# GOLD (HOUND DOGのアルバム)
『GOLD』（ゴールド）は、HOUND DOGが1989年1月11日にリリースした10枚目のオリジナル・アルバム。

## 解説
『BE QUIET』以来1年2か月ぶりのアルバム。
オリコンチャート最高位1位を獲得。収録曲の10曲のうち半分がシングル曲として発売されている。カップリング曲も含めると7曲がシングル関連曲となっている。
当時、日本でのCDの販売価格の相場は3200円前後が一般的であったが、本作はLPやカセットテープと同じ2800円にて販売された。

## 収録曲
全編曲：蓑輪単志
1. Shakedown [4:30]
  - 作詞：大友康平　
  - 作曲：蓑輪単志
2. Dog Days [5:22]
  - 作詞：大友康平　
  - 作曲：八島順一
  - 日本テレビ系ドラマ『ハロー!グッバイ』エンディングテーマ
3. Only Love [4:39]
  - 作詞：松井五郎　
  - 作曲：蓑輪単志
  - '91世界陸上東京大会NTVスピリッツソング
4. No Name Heroes [4:32]
  - 作詞：松井五郎　
  - 作曲：八島順一
  - 映画「織田信長」主題歌
5. 15の好奇心 [4:28]
  - 作詞：大友康平　
  - 作曲：八島順一
  - 福武書店『プロシード英和・和英辞典』CMソング。
  - 1989年2月21日にリカット。
6. 太陽の様に [4:21]
  - 作詞：西えいいち　
  - 作曲：蓑輪単志
  - 日本テレビ系ドラマ『ハロー!グッバイ』挿入歌
7. Destiny [4:19]
  - 作詞：大友康平　
  - 作曲：八島順一
  - アシックス「Killy DAPSUITS」CMソング
8. 火の玉ボーイ [3:24]
  - 作詞：大友康平　
  - 作曲：蓑輪単志
9. Believe [4:51]
  - 作詞：大友康平　
  - 作曲：八島順一
  - 「No Name Heroes」のB面曲。
10. Ambitious [4:36]
  - 作詞：松井五郎　
  - 作曲：蓑輪単志
  - 日本テレビ「チョモランマがそこにある!!」テーマソング
  - 日清食品「カップヌードル」CMソング

## ミュージシャン
- 大友康平：リードボーカル
- 八島順一：ギター
- 西山毅：ギター
- 蓑輪単志：キーボード
- 鮫島秀樹：ベース
- 橋本章司：ドラム